# 賀東招二
賀東 招二（がとう しょうじ、1971年 - ）は、日本の小説家、脚本家。東京都出身。東京都立神代高等学校出身。中央大学経済学部除籍。

## 経歴
大学在籍中にライトノベルを読み、「これだったら俺にも書ける」と思い、ゲーム制作会社「遊演体」でゲームライターのバイトを経験、そこで『蓬萊学園』のアンソロジーに参加、次に出されたアンソロジーでレギュラーを務める。
その後、『フルメタル・パニック!』の原型となる作品を富士見書房に持ち込み、連載作家として活動を始める。同作は、このライトノベルがすごい!2008の作品部門にて、第1位を獲得した他、シリーズ累計発行数1000万部を突破した。
2002年、『フルメタル･パニック!』のテレビアニメ版の制作に参加したのを皮切りに、アニメ作品の脚本家としても活動を始める。
『ドラグネット・ミラージュ』は、当初「きぬたさとし」との共著とされていたが、きぬたさとしは架空の人物であり、賀東が一人で執筆していたことが『ドラグネット・ミラージュ』の2巻で明かされた（2巻からは賀東1人の名義になっている）。これは『フルメタル・パニック!』のあとがきにて、「『フルメタル・パニック!』完結まで他の作品には手を出さない」という約束をファンとしたことから来ている。後に『ドラグネット・ミラージュ』のあとがきやブログにて、ファンに謝罪している。
2011年から2016年まで、『フルメタル・パニック! アナザー』の原案と監修を務める傍ら、『コップクラフト』と『甘城ブリリアントパーク』の執筆を始める。
2025年現在は、『フルメタル・パニック！』の約20年後を舞台にした新シリーズ『フルメタル・パニック！ Family』の執筆を行なっている。

## 人物
大学在学中は映画研究会、SF研究会に所属していた。
もともとはライトノベルにはあまり興味がなく、ハリウッド映画を好み、作品にもその影響が強く出ている。特に好きな映画として『ダイ・ハード』を挙げており、少なくとも60回以上は観たとのことである。硬派な作品やミリタリーテイストの強い作品を得意とするが、苦手なジャンルとして学園物やラブコメを挙げている。そのため、『甘城ブリリアントパーク』の執筆には非常に苦戦したと語っており、予定より2年ほど遅れて連載が開始された。
『フルメタル・パニック!』では学園要素を入れるか、出版を取りやめるかと担当編集に言われ、泣く泣く学園要素を入れることになったと語っている。『フルメタル・パニック!』の作中にて、ヒロインキャラの愛飲飲料としてドクターペッパーが登場するため、賀東本人も好きなのであろうと勘違いされるが、本人は苦手だという。
男性キャラクターの造形にはこだわりを見せる一方で、女性キャラクターについては編集部やイラストレーターに任せることが多い。小説を執筆している時は戦闘シーンの時がもっとも筆が進むが、日常シーンでは筆が進まず、前述の通り甘城ブリリアントパークの執筆の際に非常に苦労していると語っている。
作風や賀東本人のビジュアルからゲイと勘違いされることが多い。担当編集と海外に取材に行った際に「東洋人のゲイのカップル」と勘違いされたことがあるが、本人はゲイではない。
男性キャラクターに重点を置く作風のため、少し気を緩めると作中の登場人物が中年のオッサンだらけになってしまうクセがあり、アニメ化の際には女性キャラクターの出番が増やされる、男性キャラの性別が女性キャラに変更される、アニメサイドから女性キャラを増やすように指示される、などの憂き目にあっている。
『スーパーロボット大戦J』に『フルメタル・パニック!』の出演が決定した際、日記にてシナリオの一部を公開し、我を忘れて喜んでいた。
高橋良輔の熱狂的なファンであり、作品にもその影響が出ている。その為か、「ドトール」と聞くと、某コーヒーチェーンではなくグラドス軍の陸戦用SPTを連想すると「音程は哀しく、射程は遠く」の後書きで触れている。
『まぶらほ〜メイドの巻〜』の後書きで、まぶらほの作者築地俊彦は「かの賀東招二先生は『僕はポニーテールを愛してますから』と公言されたことがある」と書いている。さらに、『ハヤテのごとく!SS超アンソロジー大作戦』内で、「編集者にガンプラ作らせてる作家もいましたけど。賀東招二って男です」と書かれている。
『インフィニット アンディスカバリー 公式コンプリートガイド』に掲載されているインタビューにおいて、ミニスカートへのこだわりを熱く語っている。曰く「ヒロインキャラのコスチュームは絶対にミニスカートがいい。それはロボットものでいえば、コックピットがだいたい頭か胸にあるのと同じくらい当たり前」とのこと。
作品を執筆をするにあたり、世界各国への取材を積極的に行っている。

## 交友関係・アニメ会社との親交
漫画家の井上よしひさと親交がある。漫画家の赤松健とは大学時代映画研究会の先輩後輩の関係である。
自身の作品である『フルメタル・パニック!』のアニメ化にあたってはシリーズ構成や脚本などの作業に深く関わっており、1期目は構成会議に参加してアドバイスする程度であったが、2期目以降はシリーズ構成に深く関わり脚本作業にも参加し、3期目では賀東一人でシリーズ構成を担当した。
『フルメタル・パニック!』の2期目以降のアニメ化を担当した京都アニメーションと関係が深く、アニメ『涼宮ハルヒの憂鬱』の放送順第11話「射手座の日」、「エンドレスエイト」(第一回)、『らき☆すた』の第5話「名射手」と第12話「お祭りへいこう」、第22話「ここにある彼方」の脚本をそれぞれ担当し、『氷菓』ではシリーズ構成としてメインスタッフとして携わっている。同じく京都アニメーションによりアニメ化された『甘城ブリリアントパーク』においては、シリーズ監修に加えて一部の脚本も担当した。
また『フルメタル・パニック!』の1期目の監督千明孝一とのつながりから、GONZO製作のテレビアニメ、『ドルアーガの塔 〜the Aegis of URUK〜』のシリーズ構成と脚本を担当している。その他にもコンシュマーゲームのシナリオ原案・監修を担当するなど活動が広がっている。

## 作品リスト

### 小説
蓬萊学園シリーズ （富士見書房、富士見ファンタジア文庫、1991年 - 1997年）※共著

フルメタル・パニック! （富士見書房、富士見ファンタジア文庫、1998年 - 2011年）
特殊な力を持った人間、ウィスパードであるヒロインを巡る主人公相良宗介の戦いを書いたハードでシリアスな「長編」、平和な日本社会の中で主人公が引き起こす騒動をコミカルに書いた「短編」、メインストーリーを補完するようなエピソードを収めた「サイドアームズ」の3つのシリーズに分かれる。本編は2010年に完結したが、「サイドアームズ」は何かの企画に合わせる形で出していきたいと語っている。
2012年現在、長編全12巻・短編全9巻・サイドアームズ2巻のシリーズ合計23巻。
機動アントロイドエーネジェントメタルソルジャー（富士見書房、富士見ファンタジア文庫、「小説創るぜ!  突撃アンソロジー」に収録、2004年）
月刊ドラゴンマガジンにて読者が考えた設定を基に作家が執筆するという企画で賀東が担当した短編。
ドラグネット・ミラージュ （竹書房、ゼータ文庫、2006年 - 2007年）
後述『コップクラフト DRAGNET MIRAGE RELOADED』の前身にあたる。シリーズ未完のままゼータ文庫レーベルが消滅したため、加筆修正のうえ小学館のガガガ文庫へと移籍。
コップクラフト DRAGNET MIRAGE RELOADED （小学館、ガガガ文庫、2009年 - ）
15年前、太平洋上に突如として出現した『ミラージュ・ゲート』により異世界と繋がった地球が舞台。サンテレサ市警特別風紀班に所属する猫アレルギーの不器用なベテラン刑事が、異世界の女騎士と共に、地球の『科学』と異世界の『魔術』を駆使する凶悪犯罪に挑むハードボイルド警察小説。
2016年10月現在、既刊6巻。
フルメタル・パニック! アナザー （富士見書房、富士見ファンタジア文庫、2011年 - 2016年）※原案、監修
大黒尚人の著による『フルメタル・パニック！』のスピンアウト作品。ミスリルとアマルガムの戦いから十数年後。市之瀬達哉は陣代高校へ通う、機械いじりが好きな普通の高校生。実家の借金を返済するため、持ち前の機械いじりの才能を活かして（民間軍事会社）D.O.M.S.に就職する事となる。生きるために兵士となったアデリーナや祖国のために重責を背負って戦うユースフ、そしてテロリストである菊乃…自分とは違う世界を歩んできた彼女らとの出会いを通じて、これまで想像もしなかった世界とその現実を知る事となる。
2016年2月現在、長編全11巻・短編全2巻のシリーズ合計13巻。
甘城ブリリアントパーク （富士見書房、富士見ファンタジア文庫、 2013年2月 - ）
東京西部、甘城市に立地する強制閉園寸前の危機にあるテーマパーク「甘城ブリリアントパーク」を主な舞台としたテーマパークドタバタコメディー。
2016年6月現在、既刊8巻。
甘城ブリリアントパーク メープルサモナー （KADOKAWA、富士見ファンタジア文庫、2014年 - 2015年）※原案、監修
八奈川景晶の著による『甘城ブリリアントパーク』のスピンオフ。全3巻。
MOON FIGHTERS! （京都アニメーション、KAエスマ文庫、2023年11月）
月面開拓がなされた未来を舞台に、月で活動するレスキュー隊員達を描いた物語。
フルメタル・パニック！ Family （KADOKAWA、富士見ファンタジア文庫、2024年1月 - ）
『フルメタル・パニック！』の約20年後を舞台にした新シリーズ。2024年11月現在、既刊2巻。

### ゲーム
1995年
- 蓬萊学園RPG―蓬萊83分署 - ゲームデザイン

2008年
- インフィニット アンディスカバリー - シナリオ原案・監修

2013年
- グランクレスト・リプレイ ライブシリーズ ライブ・ファンタジア - プレイヤー役

2017年
- スーパーロボット大戦V - 開発協力（『フルメタル・パニック!』アニメ未登場キャラクターのキャスティング監修）

2020年
- スーパーロボット大戦DD - イベント「クロッシング・パイロット第4弾」シナリオ監修

### その他
- Fate/Apocrypha（2011年） - 設定制作（キャスター（ウィリアム・シェイクスピア））
- メオトデサファリ（2024年 - 連載中） - 原作（漫画）